# Bielefeld Opera

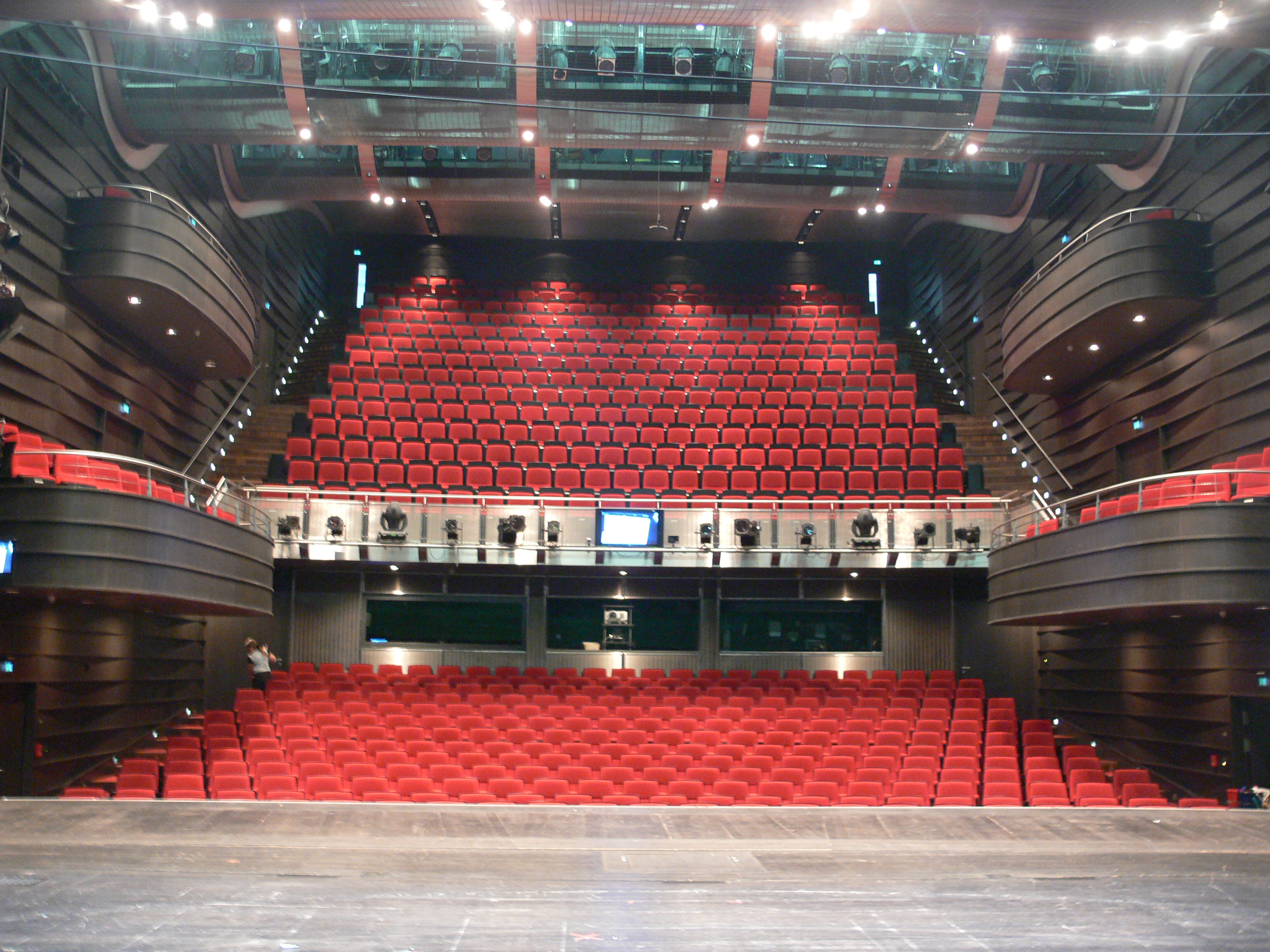
L'Auditorio visto dal palcoscenico

La Bielefeld Opera è la sede dello Städtische Bühnen Bielefeld (Teatro Comunale di Bielefeld), a Bielefeld, Germania. Si tratta di una Dreisparten Haus (Teatro a tre dipartimenti), che offre commedie, musica (lirica, teatro musicale) e balletto. La sede principale degli spettacoli è lo Stadttheater am Niederwall (Teatro Comunale al Muro Inferiore), costruito nel 1904 e completamente rinnovato dal 2004 al 2006. È il più grande teatro di grandi dimensioni della Vestfalia orientale, offrendo 500 spettacoli all'anno. È sotto la direzione di Michael Heicks; la sua orchestra residente è la Bielefeld Philharmonic Orchestra, composta da 72 elementi, che esegue concerti sinfonici anche alla Rudolf-Oetker-Halle.

## Storia
I piani per costruire un teatro dell'opera a Bielefeld furono fatti nel 1885 da una fondazione creata dalla vedova del fondatore della Crüwell Tobacco Company. Bernhard Sehring fu scelto come architetto e la costruzione iniziò nel 1901 sul Niederwall. L'edificio in stile Art Nouveau fu inaugurato con una esecuzione de Il franco cacciatore di Carl Maria von Weber, il 3 aprile 1904.
La crisi finanziaria degli anni 1920 portò a discussioni circa la riduzione del numero di dipendenti o se amalgamarsi con i vicini teatri di Münster e Osnabrück. Quando i nazisti salirono al potere nel 1933, il Direttore Max Cahnbley fu licenziato e sostituito da Leon Geer. L'edificio fu ricostruito nel 1937, ma fu poi gravemente danneggiato durante i bombardamenti di Bielefeld, nella notte del 26 ottobre 1944.
Si rivelò difficile riprendere la normale vita del teatro subito dopo la guerra, poiché l'amministrazione britannica vietava le rappresentazioni teatrali. Tuttavia il teatro dell'opera riaprì il 1º dicembre 1945, con uno spettacolo de Il flauto magico di Mozart . Durante la ristrutturazione dell'edificio, nel 1960, si decise di non rinnovare la facciata in stile Liberty; fu ricostruito per il 75° giubileo nel 1979.
La Fondazione Teatro Bielefeld fu fondata nel 2001 con lo scopo di rinnovare ancora l'edificio ad un costo di € 23 milioni. Rimase chiuso nel 2004 per due anni, ma il gruppo dell'opera continuò ad esibirsi nella Rudolf-Oetker-Halle. Il teatro dell'opera riaprì il 19 settembre 2006, con una esecuzione de Le nozze di Figaro di Mozart.

## Opernwunder
Tra il 1975 e il 1998, sotto il direttore Heiner Bruns e il drammaturgo Alexander Gruber, la Bielefeld Opera è diventata di fama internazionale come la Bielefelder Opernwunder ("Bielefeld Opera Miracolo"), mettendo in scena una serie di riscoperte di successo e prime esecuzioni assolute. Il team, che comprendeva John Dew come regista teatrale, Gottfried Pilz come scenografo; Rainer Koch, David de Villiers, e Geoffrey Moull come direttori, aiutò la Bielefeld Opera ad attirare l'attenzione della stampa tedesca e britannica nazionale; i critici di Gramophone, Financial Times e Opera News di New York, divennero visitatori regolari.

### Filosofia della programmazione
Oltre a opere come Lohengrin, Così fan tutte, Il cavaliere della rosa e Aida, diversi leitmotiv drammaturgici si trovavano nella programmazione degli anni dell'Opernwunder dell'era Bruns. Un certo numero di opere del periodo Entartete Kunst (arte degenerata) furono eseguiti per la prima volta da quando era stato bandito dai nazisti nel 1930. Gli editori e il personale del teatro ricrearono il materiale orchestrale perso per le produzioni di Julietta di Bohuslav Martinů, Fremde Erde di Karoly Rathaus e Der Fächer di Ernst Toch. Ad opere romantiche tedesche che erano state perse dal XIX secolo fu data una nuova vita, in tal modo la riscoperta di Genoveva di Robert Schumann, il Faust di Louis Spohr e Die drei Pintos di Carl Maria von Weber per il palcoscenico operistico. Alcune opere provenienti dall'estero hanno ricevuto le loro prime europee a Bielefeld, come Nixon in Cina di John Adams e Der Dybbuk di Shulamit Ran. La Bielefeld Opera ha anche prodotto una serie di prime mondiali, tra cui Till Eulenspiegel di Nikolaj Karetnikov e Das stille Zimmer di Michael Hirsch.
Quasi la metà di tutte le nuove produzioni del Bielefeld Opera tra il 1980 e il 1998 sono state opere innovative, tra queste:
| - Rudi Stephan: Die erste Menschen - Franz Schreker: Irrelohe - Franz Schreker: Der Schmied von Gent - Franz Schreker: Der Singende Teufel - Erich Wolfgang Korngold: Das Wunder der Heliane - Karol Rathaus: Fremde Erde - André Grétry: Zémire et Azor\|Zemire und Azor - Thea Musgrave: Maria Stuart - George Antheil: Transatlantik - Erwin Dressel: Armer Columbus - Leonard Bernstein: A Quiet Place - Frederick Delius: Fennimore and Gerda - Giacomo Meyerbeer: Der Prophet - Ernst Krenek: Der Sprung über den Schatten - Ernst Krenek: Die Zwingburg - Rudolf Mors: Der Kreidekreis - Jacques F. Frommental Halevy: Die Jüdin | - John Adams: Nixon in China - Douglas Moore: The Ballad of Baby Doe - Bohuslav Martinu: Julietta - Robert Schumann: Genoveva - Louis Spohr: Faust - Roberto Gerhard: La Duena - Nikolaj Karetnikov: Till Eulenspiegel - Judith Weir: Der Blond Eckbert - Ernst Toch: Der Fächer - Ernst Krenek: Der Diktator - Carl Maria von Weber/Gustav Mahler: Die drei Pintos - Theo Loevendie: Esmée - Luigi Dallapiccola: Il Prigioniero - Kurt Weill: Die Bürgschaft - Shulamit Ran: Der Dybbuk - Michael Hirsch: Das Still Zimmer |

### Registrazioni su CD
La Bielefeld Opera ha prodotto le seguenti registrazioni d'opera complete:
- Ernst Krenek: Der Sprung über den Schatten. Thomas Brüning, Lynda Kemeny, Susan Maclean, Diana Amos, John Pflieger, Ulrich Neuweiler, Jörg Dürmüller, Bielefeld Opera Chorus, Bielefeld Philharmonic Orchestra, David de Villiers. Cpo 999 082-2, 1990
- Louis Spohr: Faust (1852 version). Michael Vier, Eelco von Jordis, William Pugh, Diane Jennings, Ion Bric, Claudia Taha, Bielefeld Opera Chorus, Bielefeld Philharmonic Orchestra, Geoffrey Moull. cpo 999 247-2, 1993
- Viktor Ullmann Der Sturz des Antichrist Ulrich Neuweiler, Richard Decker, William Oberholzer, Louis Gentile, Monte Jaffe, Lassi Partanen, Bielefeld Opera Chorus, Bielefeld Philharmonic Orchestra, Rainer Koch. cpo 999 321-2, 1996
- Theo Loevendie: Esmée. Margaret Thompson, William Oberholtzer, Luca Martin, Monte Jaffe, Ulrich Neuweiler, Maja Tabatadze, Nikolaus Bergmann, Bielefeld Opera Chorus, Bielefeld Philharmonic Orchestra, Geoffrey Moull. Donemus CV 74/75, 1998[3]